# Coppa dello Sceicco Jassem
La Coppa dello Sceicco Jassem (in arabo كأس السوبر القطري‎?, in inglese Sheikh Jassem Cup) è una competizione calcistica qatariota in cui si affrontano in gara unica la vincitrice della Qatar Stars League, la massima divisione nazionale, e la vincitrice della Coppa dell'Emiro del Qatar, fungendo dunque da supercoppa nazionale. 
Si svolge annualmente nel mese di agosto, come apertura della stagione che sta per cominciare.
La squadra più titolata nella competizione è l'Al-Sadd, vincitore di 15 edizioni.

## Formula
L'attuale formula, che assegna il trofeo dopo una gara unica tra la vincitrice della Qatar Stars League, la massima divisione nazionale, e la vincitrice della Coppa dell'Emiro del Qatar, è in vigore dal 2014. In precedenza la competizione prevedeva la partecipazione delle 14 squadre della Qatar Stars League e delle 4 professionistiche della Qatar Second Division. 

## Storia
La prima edizione della coppa si tenne nel 1977 e fu vinta dall'Al-Sadd.
Nel 2014 si svolse per la prima volta in gara unica tra la vincitrice della Qatar Stars League, la massima divisione nazionale, e la vincitrice della Coppa dell'Emiro del Qatar.

## Albo d'oro
- 1977:  Al-Sadd
- 1978:  Al-Sadd
- 1979:  Al-Sadd
- 1980:  Al-Arabi
- 1981:  Al-Sadd
- 1982:  Al-Arabi
- 1983:  Qatar SC
- 1984:  Qatar SC
- 1985:  Al-Sadd
- 1986:  Al-Sadd
- 1987:  Qatar SC
- 1988:  Al-Sadd
- 1989:  Al-Wakrah
- 1990:  Al-Sadd
- 1991:  Al-Wakrah
- 1992:  Al-Rayyan
- 1993: non terminata
- 1994:  Al-Arabi
- 1995:  Qatar SC
- 1996:  Al-Shamal
- 1997:  Al-Sadd
- 1998:  Al-Wakrah 2-0  Al-Ahli Doha

- 1999:  Al-Sadd 3-2  Al-Khor
- 2000:  Al-Rayyan 2-0  Al-Khor
- 2001:  Al-Sadd
- 2002:  Al-Khor 1-0 (dts)  Qatar SC
- 2003:  Al-Mu'aidar 2-1 (dts)  Al-Wakrah
- 2004:  Al-Wakrah 1-1 (3-1 dcr)  Qatar SC
- 2005:  Al-Gharafa 2-1  Al-Ahli Doha
- 2006:  Al-Sadd 2-0  Al-Rayyan
- 2007:  Al-Gharafa 4-2 (dts)  Al-Sailiya
- 2008:  Al-Arabi 3-0  Al-Rayyan
- 2009:  Umm-Salal 2-0  Al-Khor
- 2010:  Al-Arabi 1-0  Lekhwiya
- 2011:  Al-Arabi 3-2  Umm-Salal
- 2012:  Al-Rayyan 1-0  Al-Sadd
- 2013:  Al-Rayyan 2-0  Al-Kharitiyath
- 2014:  Al-Sadd 3-2  Lekhwiya[1]
- 2015:  Lekhwiya 4-2  Al-Sadd
- 2016:  Lekhwiya 2-0  Al-Rayyan
- 2017:  Al-Sadd 4-2  Al-Duhail
- 2018:  Al-Rayyan 1-1 (5-3 dcr)  Al-Duhail
- 2019:  Al-Sadd 1-0  Al-Duhail

## Vittorie per squadra
| Squadra     | Vittorie |
| ----------- | -------- |
| Al-Sadd     | 15       |
| Al-Arabi    | 6        |
| Al-Rayyan   | 5        |
| Qatar SC    | 4        |
| Al-Wakrah   | 4        |
| Al-Gharafa  | 2        |
| Al-Duhail   | 2        |
| Al-Shamal   | 1        |
| Al-Khor     | 1        |
| Umm-Salal   | 1        |
| Al-Mu'aidar | 1        |